# حنانه (فیلم تلویزیونی ۱۳۷۷)
حنانه یک فیلم تلویزیونی محصول سال ۱۳۷۷ به کارگردانی مصطفی یارمحمودی،  می‌باشد که از شبکه یک پخش شد.

## بازیگران
- زهره صفوی
- علیرضا اسحاقی
- مهری ودادیان
- نیلوفر محمودی